# Renato Moicano
Renato Alves Carneiro Moicano, né le 21 mai 1989 à Brasilia (Brésil), est un pratiquant brésilien d'arts martiaux mixtes (MMA). Il combat actuellement dans la division des poids légers de l'Ultimate Fighting Championship.

## Carrière dans les arts martiaux mixtes

### Débuts (2010-2014)
Renato Alves Carneiro Moicano fait ses débuts professionnels au sein de la fédération brésilienne du Jungle Fight (en).
En juillet 2014, il devient le champion intérimaire des poids plumes de la fédération en soumettant Ismael Bonfim au 1er round.

### Parcours au sein de l'Ultimate Fighting Championship (2014-)

#### Premières années (2014-2019)
Renato Moicano signe avec l'Ultimate Fighting Championship (UFC) en décembre 2014. Il dispute son premier combat dans la fédération le même mois, qu'il remporte par soumission au 2e round contre Tom Niinimäki (en). Il décroche ensuite deux victoires par décision partagée contre Zubaira Tukhugov (en) et Jeremy Stephens (en),.
Le 29 juillet 2017, lors de l'UFC 214, le Brésilien concède la première défaite de sa carrière en s'inclinant face à Brian Ortega par soumission au 3e round.
Le 7 avril 2018, lors de l'UFC 223, il vainc Calvin Kattar (en) via décision unanime.
Le 4 août suivant, il soumet Cub Swanson au 1er round, et décroche son premier bonus de Performance de la soirée par la même occasion.
Le 2 février 2019, il est défait par l'ancien champion des poids plumes de la fédération José Aldo, par KO technique au 2e round.
Le 22 juin suivant, Moicano s'incline face au Sud-coréen Jung Chan-sung par KO technique après 58 secondes de combat.

#### Succès chez les poids légers (2020-)
Renato Moicano transitionne dans la division des poids légers en 2020.
Le 14 mars de cette année-là, dans sa ville natale de Brasilia, il vient à bout du Bosno-danois Damir Hadžović (en) via soumission par étranglement arrière à la 1re reprise.
Le 12 décembre suivant, il s'incline par KO au 1er round contre Rafael Fiziev.
Moicano rebondit ensuite en soumettant l'Anglais Jai Herbert (en) le 26 juin 2021, puis l'Américain Alexander Hernandez (en) le 12 février 2022, tous deux par étranglement arrière au 2e round,.
Moins d'un mois après son combat contre Hernandez, le natif de Brasilia fait face au vétéran Rafael dos Anjos le 5 mars 2022, après avoir accepté de remplacer son adversaire Rafael Fiziev, testé positif au Covid-19 quelques jours plus tôt. Le soir du combat, il est défait par décision unanime.

Renato Moicano après son combat contre Brad Riddell (novembre 2022).

Le 12 novembre de la même année, il s'impose face au Néo-zélandais Brad Riddell (en) en le soumettant au 1er round par étranglement arrière. À la suite de cette victoire, Moicano fait son entrée dans le top 15 de la division, à la 13e place.
Le 3 février 2024, il vainc Drew Dober (en) par décision unanime.
Le 13 avril, deux mois plus tard, lors de l'UFC 300, il bat Jalin Turner (en) par KO technique. Receveur d'un knockdown au cours du 2e round, il renverse la situation après que Turner se soit mis à célébrer sa victoire alors que l'arbitre n'avait pas mis un terme au combat.
Le 28 septembre suivant, lors de l'UFC Paris 3, il bat le Français Benoît Saint Denis par KO technique. Après avoir amené son adversaire au sol et lui avoir asséné de violents coups de coude au visage au premier round, il gère la deuxième reprise avant que le médecin ne décide de mettre un terme au combat parce que Saint Denis avait les yeux tellement tuméfiés qu'il ne pouvait plus suffisamment voir.
Le 18 janvier 2025, Renato Moicano, initialement prévu pour affronter Beneil Dariush, fait face à Islam Makhachev pour le titre des poids légers de la fédération, après que l'adversaire initial de Makhachev, Arman Tsarukyan, se soit blessé la veille du combat. Le Brésilien perd le combat au 1er round par soumission.

## Palmarès en arts martiaux mixtes
| 28 combats     | 20 victoires | 7 défaites |
| Par KO         | 2            | 3          |
| Par soumission | 10           | 2          |
| Sur décision   | 8            | 2          |
| Égalités       | 1            | 1          |

| Résultat | Record | Adversaire           | Méthode                                 | Événement                                      | Date              | Round | Temps | Lieu                                     | Notes                                                           |
| -------- | ------ | -------------------- | --------------------------------------- | ---------------------------------------------- | ----------------- | ----- | ----- | ---------------------------------------- | --------------------------------------------------------------- |
| Défaite  | 20–7–1 | Beneil Dariush       | Décision unanime                        | UFC 317 : Topuria contre Oliveira              | 28 juin 2025      | 3     | 5:00  | Las Vegas, Nevada, États-Unis            |                                                                 |
| Défaite  | 20–6–1 | Islam Makhachev      | Soumission (D'arce choke)               | UFC 311: Makhachev contre Moicano              | 18 janvier 2025   | 1     | 4:05  | Inglewood, Californie, États-Unis        | Pour le titre des poids légers de l’UFC.                        |
| Victoire | 20–5–1 | Benoît Saint Denis   | TKO (arrêt du médecin)                  | UFC Fight Night: Moicano vs. Saint Denis       | 28 septembre 2024 | 2     | 5:00  | Paris, France                            |                                                                 |
| Victoire | 19–5–1 | Jalin Turner         | TKO (coups de poing)                    | UFC 300: Pereira vs. Hill                      | 13 avril 2024     | 2     | 4:11  | Las Vegas, Nevada, États-Unis            |                                                                 |
| Victoire | 18–5–1 | Drew Dober           | Décision unanime                        | UFC Fight Night: Dolidze vs. Imavov            | 3 février 2024    | 3     | 5:00  | Las Vegas, Nevada, États-Unis            |                                                                 |
| Victoire | 17–5–1 | Brad Riddell         | Soumission (étranglement arrière)       | UFC 281: Adesanya vs. Pereira                  | 13 novembre 2022  | 1     | 3:20  | New York, États-Unis                     |                                                                 |
| Défaite  | 16–5–1 | Rafael dos Anjos     | Décision unanime                        | UFC 272: Covington vs. Masvidal                | 5 mars 2022       | 5     | 5:00  | Las Vegas, Nevada, États-Unis            |                                                                 |
| Victoire | 16–4–1 | Alexander Hernandez  | Soumission (étranglement arrière)       | UFC 271: Adesanya vs. Whittaker II             | 12 février 2022   | 2     | 1:23  | Houston, Texas, États-Unis               |                                                                 |
| Victoire | 15–4–1 | Jai Herbert          | Soumission (étranglement arrière)       | UFC Fight Night: Gane vs. Volkov               | 26 juin 2021      | 2     | 4:36  | Las Vegas, Nevada, États-Unis            |                                                                 |
| Défaite  | 14–4–1 | Rafael Fiziev        | KO (coups de poing)                     | UFC 256: Figueiredo vs. Moreno                 | 12 décembre 2020  | 1     | 4:05  | Las Vegas, Nevada, États-Unis            |                                                                 |
| Victoire | 14–3–1 | Damir Hadžović       | Soumission (étranglement arrière)       | UFC Fight Night: Lee vs. Oliveira              | 14 mars 2020      | 1     | 0:44  | Brasília, Brésil                         | Début en poids légers.                                          |
| Défaite  | 13–3–1 | Jung Chan-sung       | TKO (coups de poing)                    | UFC Fight Night: Moicano vs. The Korean Zombie | 22 juin 2019      | 1     | 0:58  | Greenville, Caroline du Sud, États-Unis  |                                                                 |
| Défaite  | 13–2–1 | José Aldo            | TKO (coups de poing)                    | UFC Fight Night: Assunção vs. Moraes II        | 2 février 2019    | 2     | 0:44  | Fortaleza, Ceará, Brésil                 |                                                                 |
| Victoire | 13–1–1 | Cub Swanson          | Soumission (étranglement arrière)       | UFC 227: Dillashaw vs. Garbrandt II            | 4 août 2018       | 1     | 4:15  | Los Angeles, Californie, États-Unis      | Performance de la soirée.                                       |
| Victoire | 12–1–1 | Calvin Kattar        | Décision unanime                        | UFC 223: Khabib vs. Iaquinta                   | 7 avril 2018      | 3     | 5:00  | New York, États-Unis                     |                                                                 |
| Défaite  | 11–1–1 | Brian Ortega         | Soumission (étranglement en guillotine) | UFC 214: Cormier vs. Jones II                  | 29 juillet 2017   | 3     | 2:59  | Anaheim, Californie, États-Unis          | Combat de la soirée.                                            |
| Victoire | 11–0–1 | Jeremy Stephens      | Décision partagée                       | UFC on Fox: Johnson vs. Reis                   | 15 avril 2017     | 3     | 5:00  | Kansas City, Missouri, États-Unis        |                                                                 |
| Victoire | 10–0–1 | Zubaira Tukhugov     | Décision partagée                       | UFC 198: Werdum vs. Miocic                     | 14 mai 2016       | 3     | 5:00  | Curitiba, Paraná, Brésil                 |                                                                 |
| Victoire | 9–0–1  | Tom Niinimäki        | Soumission (étranglement arrière)       | UFC Fight Night: Machida vs. Dollaway          | 20 décembre 2014  | 2     | 3:30  | Barueri, État de São Paulo, Brésil       |                                                                 |
| Victoire | 8–0–1  | Ismael Bonfim        | Soumission (étranglement arrière)       | Jungle Fight 71                                | 19 juillet 2014   | 1     | 2:59  | São Paulo, Brésil                        | Remporte le titre intérimaire des poids plumes du Jungle Fight. |
| Victoire | 7–0–1  | Nilson Pereira       | Décision unanime                        | Jungle Fight 55                                | 20 juillet 2013   | 3     | 5:00  | Rio de Janeiro, Brésil                   |                                                                 |
| Victoire | 6–0–1  | Mauro Chaulet        | Soumission (étranglement arrière)       | Jungle Fight 50                                | 6 mai 2013        | 2     | 2:53  | Novo Hamburgo, Rio Grande do Sul, Brésil |                                                                 |
| Égalité  | 5–0–1  | Felipe Froes         | Égalité majoritaire                     | Shooto Brazil 36                               | 23 novembre 2012  | 3     | 5:00  | Brasília, Brésil                         |                                                                 |
| Victoire | 5–0    | Iliarde Santos       | Décision unanime                        | Jungle Fight 29                                | 25 juin 2011      | 3     | 5:00  | Serra, Espírito Santo, Brésil            |                                                                 |
| Victoire | 4–0    | João Luiz Nogueira   | Décision unanime                        | Jungle Fight 25                                | 19 février 2011   | 3     | 5:00  | Vila Velha, Espírito Santo, Brésil       |                                                                 |
| Victoire | 3–0    | Eduardo Felipe       | Soumission (étranglement arrière)       | Jungle Fight 24                                | 18 décembre 2010  | 2     | 2:49  | Rio de Janeiro, Brésil                   |                                                                 |
| Victoire | 2–0    | João Paulo Rodrigues | Décision unanime                        | Jungle Fight 21                                | 31 juillet 2010   | 3     | 5:00  | Natal, Rio Grande do Norte, Brésil       |                                                                 |
| Victoire | 1–0    | Alexandre Almeida    | Soumission (étranglement arrière)       | Jungle Fight 18: São Paulo                     | 20 mai 2010       | 3     | 1:56  | São Paulo, Brésil                        |                                                                 |